# St. Johannes der Täufer (Pasvalys)

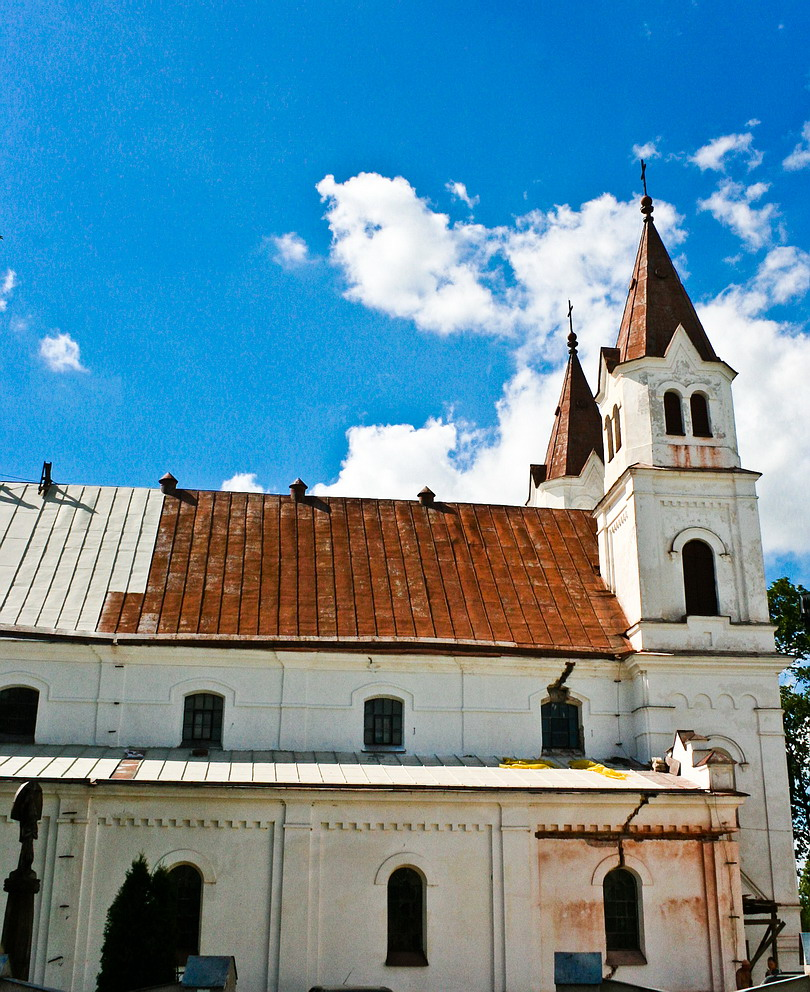
Seitenansicht der Kirche

St. Johannes der Täufer ist eine katholische Kirche in Pasvalys am Zusammenfluss des Lėvuo und der Svalia. Sie hat Merkmale von Barock und Historismus. Sie gehört dem Bistum Panevėžys in Litauen.

## Geschichte
Der Großfürst Aleksandras Jogailaitis schenkte 1497 Boden und erlaubte die Anlage einer Stadt. 1498 wurde Jonas Grotas zum ersten Pfarrer. 1775 gehörte die Dörfer Karkliškės und Šlamai der Kirche.
1776 brannte die Kirche ab. Ab 1773 gab es eine Pfarrschule. Von 1779 bis 1787 wurde eine neue massive Kirche gebaut. 1851 wurde das heutige Kirchengebäude von Bischof Motiejus Valančius geweiht. 